# Веремеенко, Тимофей Степанович
Тимофей Степанович Веремеенко (1856—?) — казак, землепашец, депутат Государственной думы II созыва от Черниговской губернии.

## Биография

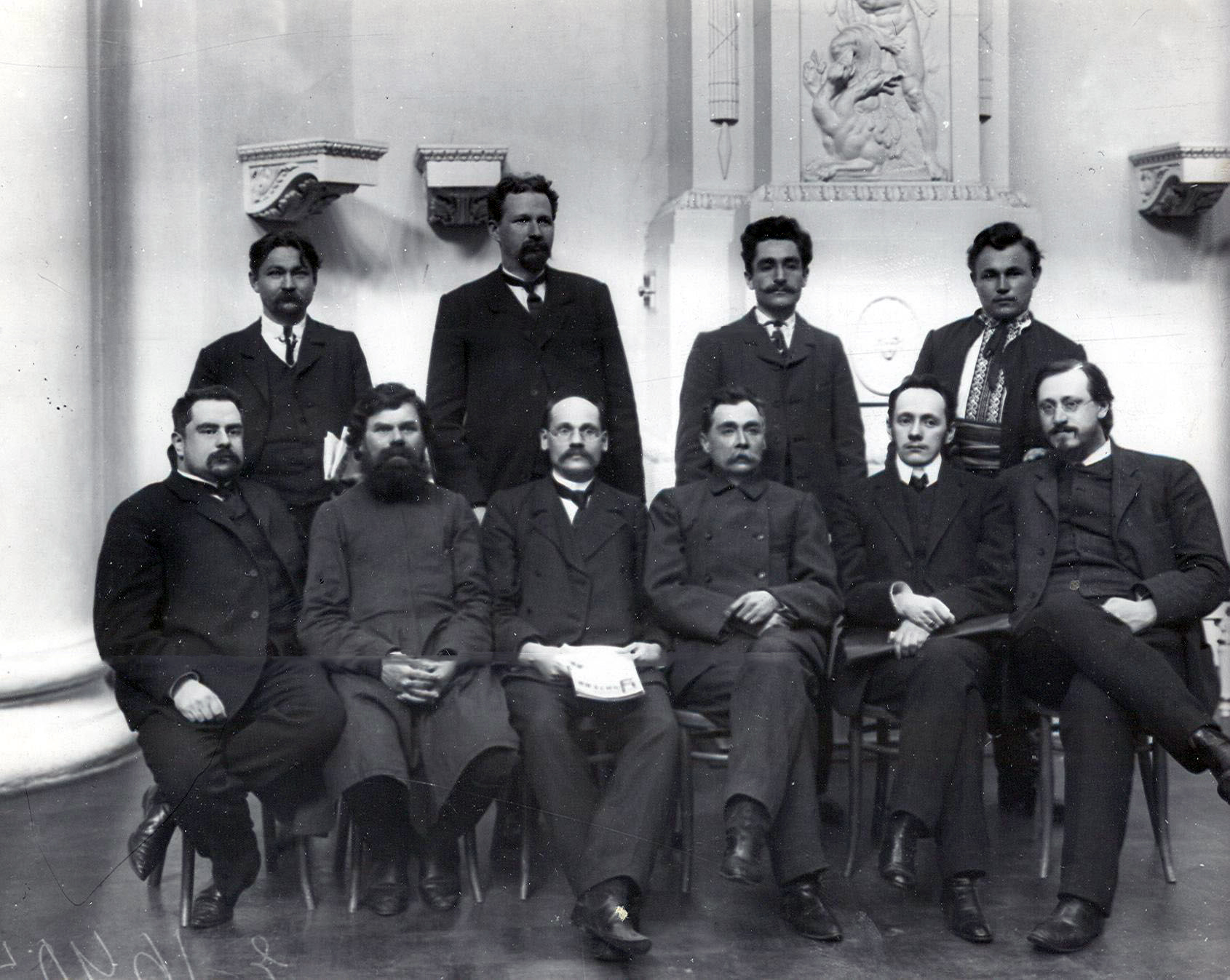
Члены Государственной Думы II созыва от Черниговской губернии. Стоят: Н. В. Дементьев, Н. К. Рубисов, Ф. И. Приходько, В. И. Хвост; сидят: П. П. Юренев, Т. С. Веремеенко, А. Г. Лосик, П. А. Трофименко, М. А. Искрицкий, В. В. Волк-Карачевский

Национальность определял как «малоросс», то есть украинец. Принадлежал к казачьему сословию. Родом из села Коношенки Борзнянского уезда Черниговской губернии. Окончил сельскую школу.  Занимался земледелием на 5 десятинах. Ко времени выборов в Государственную Думу оставался беспартийным.
7 февраля 1907 избран во Государственную думу II созыва от общего состава выборщиков Черниговского губернского избирательного собрания. Вошёл в состав Трудовой группы и фракции Крестьянского союза.
Детали дальнейшей судьбы и дата смерти неизвестны.

### Архивы
- Российский государственный исторический архив. Фонд 608. Лист 13; Фонд 1278. Опись 1 (2-й созыв). Дело 72.